# 実況パワフルプロ野球'99開幕版
『実況パワフルプロ野球'99開幕版』（じっきょうパワフルプロやきゅう99かいまくばん）は1999年7月22日にコナミ（後のコナミホールディングス）から発売されたプレイステーション用野球ゲームである。

## 概要
球場のポリゴン化、ドラマティックペナントの導入、サクセスモードに猪狩兄弟や矢部明雄が登場するなど、同年に発売された『実況パワフルプロ野球6』をはじめとするNINTENDO 64で発売されたメインシリーズの影響を大きく受けている。一方でプレイステーションCD-ROMの容量を生かした1998年公式戦記録を参照できるモードが搭載されており、各選手のカウント別成績や、ランナー別成績、得意選手・苦手選手との対戦成績など細かい成績が閲覧できる。
また、データあれこれでは本作のパスワードはもちろん、『パワプロ6』や『パワプロクンポケット』の選手データを入力し、使用することも出来た（後のシリーズでは任天堂ハードとプレイステーションシリーズのパスワードの互換性は無くなっている）。
ロード中には投げられるボールを打ち返すミニゲームが搭載されている。ただし『'99決定版』では搭載されていない。

## モード説明

### サクセスモード
社会人として3つの会社のなかから1社を選び、3年間でプロ野球選手を目指す。そのほかにも裏野球大会を勝ち抜いていく冥球島編がある。社会人編は『実況パワフルプロ野球2000』、パワプロワールド（パワプロシリーズのiアプリ版）でも採用された（リメイクである『パワプロ2000』では対戦相手の一つであるどすこい酒造編が追加されている）。
社会人編らしく仕事コマンドがあったり、給料という形でお金を手に入れる。『パワプロ6』では所持金の使い道が少なかったが、今作ではショップコマンドが新設され、練習効率を上げる野球用品を購入できるようになったが、アルバイトコマンドのように定期収入以外の収入を得るコマンドは原則としてない。原則、イベント等で急な出費が無ければ借金状態になる事はないが、借金をすると彼女（いる場合のみ＆1度だけ）→矢部君（1万円）→嶋田栄作（3万円&猪狩コンツェルンで引退後でも対象）の順でお金を借りることになり（彼女以外は評価が低いか前に借りた後にお金を返していないと断られる）、それでも足りなければ社長に知られて怒られる。二回目までは無条件で即金が手に入る仕事を紹介してくれるが、借金が返済されるまで仕事以外の行動が禁止される。さらに三回目以降はいきなり社長に知られる上、社長の評価が低いと堪忍袋の緒が切れて仕事を紹介してもらえずに解雇となり、ゲームオーバーになる。会社ごとに給料等が違う。
今作品から変化球を覚える場合以外の投手のパラメータ上昇も内部ポイントではなく経験点を使用して上げるようになった。それに伴い、技術ポイントが野手技術と投手技術ポイントに分かれ、変化球ポイントが追加された。
今作品以降、PS版でもゲームをセーブせずにリセットや電源オフなどで終了するとセーブデータが消滅してしまうようになった。ただし、PS用ソフトのセーブデータはコピー制限が設定されておらず、セーブしたデータをメモリーカード管理画面でコピーすることによりファイル複製が可能なため、手間を惜しまなければペナルティなしのリトライは可能である。
- パワフル物産

最初に選べる企業。納期までに仕事をして製品を完成させることで社内の評価を上げていく。たんぽぽ製作所と共通しているが11月に社員の契約更改があり、社長の評価が低いと契約を打ち切られて解雇、ゲームオーバーになる。
仕事における社内の評価が上がると階級が昇進し、キャプテンにならずとも下の役職の選手に練習か指示できるようになる。逆に仕事を怠ってると例え監督（社長）の評価が高くても降格させられる。
また部長になるとキャプテンになり、上の役職の選手に練習指示ができるようになり、7回以降の試合を操作する事になる。
猪狩コンツェルンだと予選決勝の相手として必ず登場する。監督でもある社長は「CR熱闘パワプロクン」でも監督として登場している。
依頼される製品は水力自動車や無線マルチタップ 、元素コピー機など、現実の技術では到底作り出せないものが多い。
- たんぽぽ製作所

2番目に選べる企業。主人公は最初からレギュラーに選ばれ、1年目の日本選手権終了後からキャプテンに指名される。パワフル物産とは別の意味で定期的に仕事をしないといけない小さな会社。
会社の景気と資産が存在し、景気は全部で5段階で下降中なら資産が減り、上昇中なら資産が増える。主人公が仕事をすれば景気が1段階上昇し、数週間を目途に景気が1段階低下する。
仕事を怠って会社の景気を低下させて資産を減らし、会社の資産が底が尽きると倒産してしまう。倒産すればゲームオーバーとなるが、倒産までのタイムカウントの期限を示した警告イベントが事前に発生する。
倒産警告が入った後、ゲーム中に一度だけ現存の体力全てと引き換えに主人公が会社の資産を大きく増やして景気を停滞に戻し、確実に倒産の危機を回避できる特殊な仕事ができる（二度目は不可能）。
一番給料が安い会社で、高い野球用品がなかなか買えず、ちょっとした出費でいきなり借金になる事も。
会社の資産が限界近くまで溜まると練習メニューがパワーアップする（ただし、資産が一気に減る）。練習メニューが全てパワーアップした後は社長夫人が資産を勝手に持って行ってしまうイベントに差し替えられる。その時、低確率でフォーム改造や守備位置のコンバートイベントが発生する。フォーム改造やコンバートができる会社はここだけ。
- 猪狩コンツェルン

3番目に選べる企業。猪狩守の父親、茂が社長を務める。猪狩がいることや途中の入れ替え試験で一軍に昇格しないと試合に出場できないことなど、パワプロ6のあかつき大学に似た特徴を持つ。
上記二つの会社の予選決勝相手として必ず登場する。チームの総合力が高いため、非常に手ごわい。
実力主義の会社で、定期的に入れ替え試験が行われ、提示された点数以上で昇格（一軍なら残留）、反対に提示された点数以下で降格（三軍は0点で退部とクビでゲームオーバー）になる。
入れ替え試験は監督の評価が低いかケガをしていると受けられず、もし二軍以上で評価の低さが原因で受けられなかった場合は強制的に降格になる。
また、一軍はケガが原因で受けられない場合も強制的に二軍落ちする。ただし、3月4週の入れ替え試験は新入社員と三軍の整理の関係上、ケガさえしてなければ評価が0でも必ず受けることになる。
一軍にならないとどんなに評価が高くても試合に出れず、さらに二軍以上時の入れ替え試験では猪狩守が相手になる事があるため、一軍への昇格や残留にはプレイヤーの実力が問われる。
その代わり、一軍の練習環境は全会社の中で最も良く、選手を強く育てやすい。また、チーム力が高く、強力な投手である猪狩守がいるため試合は非常に楽。
一軍の維持期間に応じて、自動で効率のいい練習が取り入れられ、さらに一定期間一軍を維持していると途中で守の弟である進が入団するため、強い選手を育てられるかは、いかに一軍を維持できるかにかかっている。
キャプテンになれるチャンスは2年目の都市対抗野球大会終了後の嶋田キャプテンの引退イベント時の1回きり。キャプテン就任後も二軍に落とされるとキャプテンの座を猪狩守に奪われるため、油断は禁物。
野球部員の仕事は短時間のデスクワークとされており、通常時に仕事コマンドが無く、給料が一番高いのでお金に余裕がたくさんある。

### 冥球島編
他の3社とは違い、試合だけを行うタイプのモードである（「裏日本選手権」という設定のトーナメント）。対戦相手はパワプロクンポケット（初代）を含む過去の作品のチームも含まれる。このモードでつけられた選手の名前などが後の作品の設定に生かされているチームもある（田中・鮫島以外のするめ大学の選手、アンドロメダ高校の大西など）。
主人公の名前と特徴を決める他に、自分が所属するチーム名を決める必要がある。決めたチーム名の最後の部分が冥球島の最終戦の相手となる（例：〇〇ベイスターズなら横浜ベイスターズになる）。
初めのうちは対戦相手を自分で選べる（特定のチームと戦うと固定される場合もある）ので自分のレベルに合わせた相手と対戦できる。試合に勝利すると主人公も含めた選手の能力が上昇し、相手から4人（例外あり。その場合でもチーム総員は最終的に同じになるように調整されている）が仲間になる。仲間になる選手はあらかじめ決まっている。ポジション別ではセカンド、サード、キャッチャーは集まりやすく逆に能力の高いショートと右ピッチャーが集まりにくい。
仲間になる選手以外の選手名は、全員の名前が固定されている極亜久商業、するめ大学、聖皇学園を除き、本作登録のプロ野球選手の苗字からランダムにつけられる（自分のチームの初期メンバーも、主人公と矢部を除きプロ選手からランダムに名前がつけられる）。負けるとゲームオーバー（決定版では負けた後セーブしなければ、最後にセーブしたところから続行も可能）。
主人公が活躍すれば能力の上昇値が大きいパワプロ6のするめ大学と同様の成長システムだが、弱いチームと戦っていくと能力の低い選手が仲間になるのであとあと難しくなっていく（主人公以外の選手も成長するが、主人公ほどは強くはならない）。主人公が投手の場合、投手能力の他に野手能力も上がる。本作のサクセスでは野手能力の両立は無理なので、主人公は投手であることが望ましい。最終戦のプロチームとの戦いに勝利すると、アレンジチームに登録して他のモードでも遊べるようになるが、選手登録はない。また、登録されたアレンジチームは少々特殊な仕様があり、「アレンジチームに新たに入れられるサクセス選手は同球団のみ」となっている（一例を挙げるとドラゴンズがベースのチームの場合、中日ドラゴンズから指名を受けたサクセス選手でないと登録できない）。なお、自分のポジションを投手にしたときに限り、DH制がある試合でも投手が打席に立つようになる（DH制が採用されない）。かなりの低確率で1回戦終了後に矢部が死んでしまう場合があるが、最終戦で「真矢部」として能力が大幅にパワーアップして復活し、エンディングも武井田の正体が分かるエンディングに変わる。

#### 登場チーム
チーム名の後の（）は本作までの登場作品と戦える試合。なお、パワプロ5とパワポケ1の両方に登場するチーム（極亜久商業、白鳥学園）は、パワポケ1の設定が使われているため、登場作品は「5・パワポケ1」として扱う。
- 聖マリアンヌ高校（'98、1回戦）

髪型・顔立ち・口調共に女っぽい選手ばかりで強さも最弱。試合には勝ちやすいが、仲間になる選手の能力も著しく低い。
- 極亜久商業（5・パワポケ1、1回戦）

外藤と亀田が率いるチーム。メンバー全員が固定選手である。亀田は矢部（主人公のチームメイト）の容姿が瓜二つなので、どっちが本物か勝負しようという展開になる。打撃はそこそこ上手いが守備が弱く、勝つのは楽である。ゲーム内の漢字に「鷹」の字がないため三鷹の登録名が「みたか」（平仮名）になっている。聖皇学園のへび島（蛇島）も同様。
なお、チーム名とユニフォームはパワプロ5準拠。
- 白鳥学園（5・パワポケ1、1回戦）

パワプロ5ではマネージャーで、パワポケ1では選手としても登場する冬野率いるチーム。全体的に能力が低い。仲間になる選手は野手のサブポジションの多さ以外の魅力に乏しい。
- 官僚大学（6、1回戦）

白鳥学園が少し強くなったようなチーム。守備がそこそこ上手い。仲間になる野手二人は足が遅いが守備が高い。
また、貴重な使えるショート、大倉が仲間になるため、守備の事を考えるなら対戦する価値は高い。
- 霊盟社（'98,1回戦、2回戦）

先発投手の影浦がスローカーブと「重い球」を持っている。野手はパワーと走力がない。仲間となる野手二人は特に弱い。
- 一番星自動車（'99,1～2回戦）

阿畑率いる快速集団。阿畑はナックル（自称アバタボール）とシュートを駆使してくる。2回戦の中で2番目の強さ。仲間になる選手も走力が高い。
- ドリル電器（'99,1～2回戦）

松倉（投）、香本（捕）の最強バッテリー（自称）を擁するチーム。守備が良い。松倉はカーブとフォークを持っている。香本を仲間にできると序盤からキャッチャーが安定する。一回戦で戦えるチームの中では強さは一二を争うチーム。
- 流星高校（5,1～2回戦）

足が速いチーム。チーム全員に「盗塁○」「内野安打○」「バント○」がついており、盗塁とバントをかなり仕掛けてくるチーム。投手では阿久根（後の作品では「阿久津」）のフォークと堀のHスライダーの変化量が大きい。入ってくるメンバーは、右打者だが走力を含め能力がそこそこ高い。
- 青龍高校（'98,2回戦）

滝本を中心としたパワーの高いチーム。なお、このチームと戦うと3回戦が強制的に橘商業になる。また、その関係上、3回戦のみに登場するチームとプロペラ団ルート、黒獅子重工とは戦えなくなる。
- 大漁水産（'98,2～3回戦）

ここも打力中心のチーム。ただ投手力は高くなく、守備力は最低レベル。仲間になる選手も守備が低いため、パリーグのチームと対戦する場合ならDHとして使える。
- 鬼が島分校（'98,2～3回戦）

菅野の速球と打撃の能力が高いが守備のCPUレベルは低い。仲間に入るメンバーは投手の長井の能力は低いが、菅野はコントロールに難あり。外野手の佐賀は仲間にできる選手の中でもトップクラスの能力を持つ。
- するめ大学（6,2～3回戦）

全員が1つ以上特殊能力を持ちCPUレベルも高い。投手はエースの乙女1人だけだが「スロースターター」と「尻上がり」を持っているので序盤で点を取らないと打つのに苦労する。打撃は球三郎に注意がいる。このチームは田中、乙女、九州以外の1人はランダムで選ばれる。
- むつご大学（6,3回戦）

六つ子の金村兄弟が所属している。パワプロ6同様、金村の打順の時は、六つ子ということを利用してアウトカウントと走者の状況に合わせて選手を入れ替える、というイカサマをしてくる。このチームに勝つと金村兄弟が全員加入するが、イカサマは使えない。また、それ以降は野手が追加されない。
- 橘商業（'98,3回戦）

2回戦で青龍高校と戦った時のみ、確定と固定で戦う事になる固定対戦相手。
守備力はあるが、オープニングで大言壮語を吐くエースの久方の能力がパっとせず、攻撃力も低い。2回戦で青龍高校の強打者2人が加入することを考えれば比較的楽な対戦相手。
- 仏契大学（6,3回戦）

球速160km/hの大豪月率いるチーム。このチームと戦った後に4回戦であかつき大附属と戦わなければ5回戦が強制的に黒獅子重工株式会社になる。
- 大東亜学園（パワポケ1,3回戦）

エースの鋼は投打のレベルが高く、アンソンとドナルドも好打者である。ここと戦うと4回戦がアンドロメダ高校、5回戦が聖皇学園となる（通称、プロペラ団ルート）。
なお、パワポケ時と異なり、鋼の髪色は茶ではなく青になっている（パワプロ2013以降の作品はパワポケシリーズ同様茶髪になっている。）
- どすこい酒造（'99,3～4回戦）

パワー重視で足は遅く投手力・守備力も弱い。勝ちあがるだけなら楽なチーム。
- あかつき大付属（5,4回戦）

主人公のライバル猪狩守率いるチーム。攻守にバランスの取れた好チームだが、猪狩兄弟に気をつければさほどの強敵でもない。
- 帝王大学（6,4回戦）

エースの山口は140km/h後半の速球と落差のあるフォークで翻弄してくる。ただし、ほぼフォークを投げてくるので、そこが狙い目になる。
- アンドロメダ高校（5,4回戦）

プロペラ団ルートをたどった時の固定対戦相手。
エースの大西は球速が速く変化球も多いがコントロールが悪いので、そこに付け込めば比較的楽に点が取れる。仲間になる野手の落合と五十嵐は打力がかなり強力。また、ほとんどのモブ選手がオールAに近い能力の持ち主ばかりである。
- キューバ（'99,5回戦）

特定の条件を満たしていない場合における、プロチーム前の最終相手。
抑え投手に三種のレベル7変化球を使う怪物投手スミスがいる。また、打線は全員が一発を狙える脅威のものである。しかし先発投手のゴメスはスタミナGで1イニングも持たない時がある。選手名は収録されているプロ野球の外国人選手の使い回しであり、スペイン語圏であるキューバには相応しくない英語圏の名前の選手が混ざっている。
- 裏あかつき大付属（5回戦）

4回戦であかつき大付属と戦ってない、かつ超低確率（攻略本によれば1/100の確率）でキューバの代わりに出現。
猪狩守がアフロ猪狩としてパワーアップしている。アフロ猪狩以外は特筆すべき選手はいない。猪狩進はいなくなっている。
- 黒獅子重工株式会社（6,'99,5回戦）

仏契大学と戦っており、なおかつあかつき大付属と戦ってない場合に必ず相手になるチーム。
エースの部長は変化球レベルも高く打ちにくいが、スタミナは低いため、スタミナ切れさせて降板させればコールドも狙えるほどになる。
- 聖皇学園（パワポケ1,5回戦）

プロペラ団ルートをたどった時の最期の固定対戦相手。
脅威のスタミナとコントロールを持つ野球マスクがいる。打力も高いため、いかに失点を防ぐかが重要となってくる。野球マスクは「一発病」があるが、コントロールが凄まじく高いのでそうそう失投はしないため、失投を逃さないのが大事。この3連戦（大東亜、アンドロメダ、聖皇）を乗り越えるとバランスのいいチームが完成する。
- プロチーム（最終戦）

チーム名として最初に選んだチームが対戦相手となる。チームとしての能力は5回戦のチームより劣るものの、COMレベルがパワフルで全員絶好調なのでかなり強い。絶好調のため、「三振男」などのマイナスの特殊能力が機能しない。
なお、4回戦のあかつき大付属戦と5回戦、最終戦はミット移動が使えない。そして、最終戦はストライクゾーンも表示されない（決定版では最終戦のみミット移動とストライクゾーンが表示されない。ただし、あかつき大附属と裏あかつき大附属はミット移動なしのまま）。

### シナリオモード
1999年シーズン中の一場面を再現しており、勝利を収めるのが目的のモード。
横浜ベイスターズ（対戦相手：阪神）「俺は大魔神」
この日の佐々木主浩は絶不調。リードを守りきれるのか？
中日ドラゴンズ（対戦相手：阪神）「これぞ強竜打線」
9回表2死ランナーなし・4点ビハインドと後がない状況から逆転せよ。
読売ジャイアンツ（対戦相手：ヤクルト）「投壊」
大量リードを守りきれず遂に逆転された巨人。9回表を抑え、その裏で絶好調の高津臣吾から逆転サヨナラ勝ちを収めろ。
ヤクルトスワローズ（対戦相手：阪神）「師弟対決！」
前年までヤクルトを指揮していた野村克也が阪神の指揮を執ってから初めて対戦するヤクルト戦。
石井一久と藪恵壹の投手戦は9回表まで終わってスコアは0-0。その裏でサヨナラ勝ちを収めろ！
広島東洋カープ（対戦相手：中日）「昇竜沈黙」
佐々岡真司のノーヒットノーランを達成せよ！
特殊ルール：安打を打たれるか失点を出すと即座にシナリオ失敗となる。
阪神タイガース（対戦相手：巨人）「シャイニングプリンス」
延長戦の末、内野手を使い切ってしまった阪神。野村克也監督はセカンド新庄を起用する！
西武ライオンズ（対戦相手：近鉄）「監督へのバースデープレゼント」
東尾修監督の誕生日に迎えた1死満塁の大チャンス。アラン・ジンターで逆転打を放て！
日本ハムファイターズ（対戦相手：ダイエー）「序盤の首位攻防戦」
2-2で同点のまま、エリック・シュールストロムを起用した日本ハム。2死2塁のピンチを脱し、その裏の攻撃で勝て。
オリックス・ブルーウェーブ（対戦相手：西武）「平成名勝負数え歌」
伝説となった松坂大輔 vs イチロー初対決のシナリオ。8回表2死ランナーなし・3点ビハインドの状況から逆転せよ！
福岡ダイエーホークス（対戦相手：近鉄）「反撃の狼煙」
この試合に負けると3位に転落するダイエー。無死2塁のチャンスから逆転サヨナラ勝ちせよ。
大阪近鉄バファローズ（対戦相手：オリックス）「天国or地獄」
9回表1死3塁のチャンスで打者は吉岡雄二。ここから逆転せよ！
千葉ロッテマリーンズ（対戦相手：オリックス）「なるか！一軍昇格記念弾」
フランク・ボーリックが急遽一軍初出場。ルーキーの徳元敏から来日初本塁打を放て！

## 「決定版」の変更点
1999年12月25日に、選手データを1999年のペナントレース終了時のデータに更新した『実況パワフルプロ野球'99決定版』が発売されている。以下は、主な変更点である。
- オープニングムービーが削除された。
- 「公式戦記録モード」は、1999年のペナントレース終了時のものに変更された。
- 『'99開幕版』で作ったオリジナル選手・チームをメモリーカードやパスワードを使って『'99決定版』に移行することができる。
- サクセスのイベントで、オリジナル選手にも「威圧感」を習得させることができるようになった。
- 冥球島では負けてもセーブしたところからやり直すことができるようになった。

### シナリオモード
1999年シーズン中の一場面を再現しており、勝利を収めるのが目的のモード。
福岡ダイエーホークス（対戦相手：日本ハム）「栄冠をつかみ取れ」
この試合に勝てばリーグ優勝が決まるダイエー。逆転勝利を収め、福岡移転後初のリーグ優勝をつかみ取れ！
西武ライオンズ（対戦相手：近鉄）「スクランブル登板指令」
同点で迎えた9回裏、西武は先日137球完投勝利をあげたばかりの松坂をリリーフに送る。1発出ればサヨナラの状況をしのげるか？
千葉ロッテマリーンズ（対戦相手：オリックス）「怪物君をやっつけろ」
この年の松坂大輔は絶好調！平成の怪物を打ち崩し、逆転せよ！
日本ハムファイターズ（対戦相手：ロッテ）「監督へのプレゼント」
上田監督の監督1300勝がかかった試合、しかし、投手陣が粘れず追い上げを許す展開。しのいで1300勝をプレゼントできるか？
大阪近鉄バファローズ（対戦相手：ダイエー）「サヨナラ・カズ」
カズ山本こと、山本和範の引退試合。篠原貴行から勝ち越しの本塁打を放ち、有終の美を飾れ！
中日ドラゴンズ（対戦相手：阪神）「見よ、これがドラマだ」
リーグ優勝が目前となった中日のホーム最終戦。伝説となった山崎武司のバンザイ逆転サヨナラ3ランを放て！
読売ジャイアンツ（対戦相手：中日）「最後の直接対決」
リーグ優勝をかけた中日との3連戦。巨人はここまで連勝もこの試合は4点ビハインド。立ちはだかる岩瀬を打ち崩し、優勝戦線に生き残れ！
横浜ベイスターズ（対戦相手：ヤクルト）「力投」
8回ツーアウトまでノーヒットノーランを続けてきた川村丈夫。しかし、ここで対するは好打者古田。これを抑え、大記録達成はなるか？
ヤクルトスワローズ（対戦相手：阪神）「九回の呪縛」
8回まで阪神打線から毎イニング奪三振を奪った石井一久。しかし9回、味方のエラーなどで無死満塁に。石井はこのピンチをどうしのぐ？
広島東洋カープ（対戦相手：中日）「脱出」
ここまで13連敗中の広島。しかし、この試合は黒田博樹が8回無失点のピッチング。9回、ランナー3塁に置いて、4番江藤智！ここでタイムリーを打って、連敗ストップだ！
阪神タイガース（対戦相手：ヤクルト）「ジス・イズ・野球」
8回まで石井一久に毎イニング三振を喫していた阪神だが、9回、石井をKOし、なおも2塁3塁のチャンス、ここで代打はジョンソン。代わった高木晃次からサヨナラ弾を放て！

## DreamcastEdition
『実況パワフルプロ野球DreamcastEdition』は2000年3月30日にドリームキャストで発売された作品であり、ドリームキャスト唯一のパワプロシリーズであり、セガ製ハードとしてでは3作目であり、最後の作品となった。サクセスモードが'99開幕・決定版と同じ社会人野球編であり、冥球島編も収録されている。シナリオは阪神、近鉄以外は99決定版と同じで、阪神は99開幕版、近鉄は2000と同じシナリオが収録されている（阪神のジョンソンや近鉄の山本和範が収録されていないため）